# Província de Moxico
La província de Moxico és la província d'Angola més extensa. Està situada a l'est de l'estat. Té una superfície de 223.023 km² i una població aproximada de 727.594 habitants. La seva capital és la ciutat de Luena.
Moxico és coneguda per ser el lloc on va néixer el líder de la UNITA, Jonas Savimbi. Aquesta província també va ser la seva principal base d'operacions fins a la seva mort el 2002.
A Moxico també hi ha el Parc Nacional Cameia.

## Divisió administrativa
Moxico té els següents municipis:
- Alto Zambeze
- Bundas
- Camanongue
- Cameia
- Léua
- Luau
- Luacano
- Luchazes
- Moxico

## Demografia
La província de Moxico és composta per diversos grups ètnics, principalment ètnies bantu. La majoria de la població pertany a les ètnies Chokwe, luvales, mbundes, Lucazi, i Ovimbundu. també hi ha comunitats aïllades d'altres grups ètnics.
La llengua chokwe és la més parlada a la província.